# Rambriksh Benipuri
Ramavriksha Benipuri ( pronunție (ajutor·info); n. 1899, Muzaffarpur⁠(d), India Britanică, India – d. 1968, Muzaffarpur⁠(d), Bihar, India) a fost un activist, jurnalist și scriitor în hindi.